# Jüri-Mikk Udam
Jüri-Mikk Udam (Tallinn, 14 maggio 1994) è un canottiere estone, vincitore della medaglia di bronzo nel quattro di coppia ai Campionati europei di canottaggio 2021.

## Palmarès
- Olimpiadi

Londra 2012: batteria nel 2 di coppia.
- Mondiali

- Europei

Varese 2021: bronzo nel 4 di coppia.